# Patronato (estación)
Patronato es una estación ferroviaria que forma parte de la Línea 2 del Metro de Santiago de Chile. Se encuentra subterránea, entre las estaciones Cerro Blanco y Puente Cal y Canto. Se ubica en la intersección de la Avenida Recoleta con Santa Filomena, en la comuna de Recoleta.

## Entorno y características
Se encuentra en una zona de abundante comercio, principalmente del Barrio Patronato y de la Vega Central de Santiago. La estación posee una afluencia diaria promedio de 16 797 pasajeros.
Inaugurada el 8 de septiembre de 2004, corresponde al primer plan de extensiones del Metro de cara a la puesta en marcha del plan Transantiago. Su construcción marcó un hito al crear un túnel entre el río Mapocho y la Costanera Norte que la conectara con la Red de Metro.
La estación resultó con diversos destrozos durante las protestas de octubre de 2019, obligando a la misma a permanecer cerrada para su reparación entre el 19 de octubre y el 11 de noviembre del mismo año.

### Accesos
| Acceso | Intersección                          |
| ------ | ------------------------------------- |
| A      | Av. Recoleta con General de la Lastra |
| B      | Av. Recoleta con Santa Filomena       |

## Origen etimológico
La estación recibe el nombre "Patronato" en honor al barrio comercial homónimo, que está en sus inmediaciones. Originalmente habitado por inmigrantes palestinos, en la actualidad existen muchos comerciantes del Lejano Oriente. Esta zona es conocida por la venta de vestuario y calzado a precios accesibles.
El nombre que originalmente iba a tener esta estación era "La Recoleta", ya que correspondía a la primera estación que llegaría a esta comuna. Sin embargo, este nombre fue cambiado a "Patronato" cuando la estación estaba próxima a ser inaugurada.[cita requerida]

## Galería

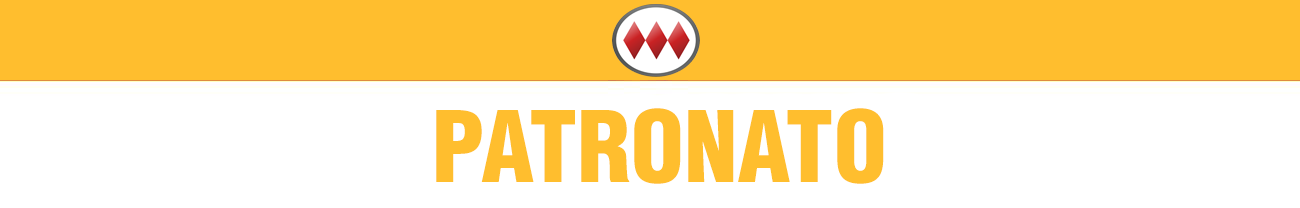
Cenefa utilizada actualmente en los andenes.
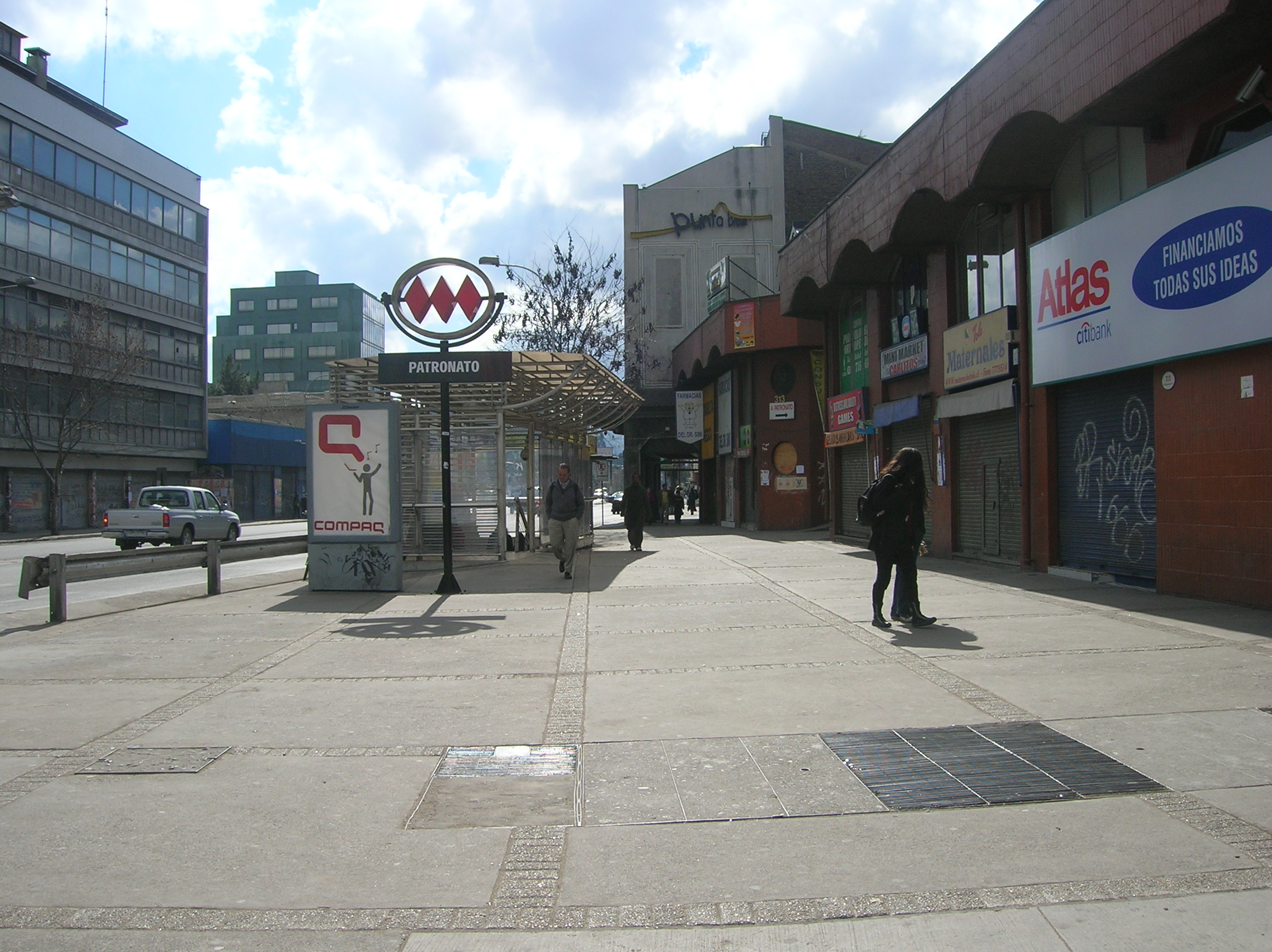
Exterior de la estación.
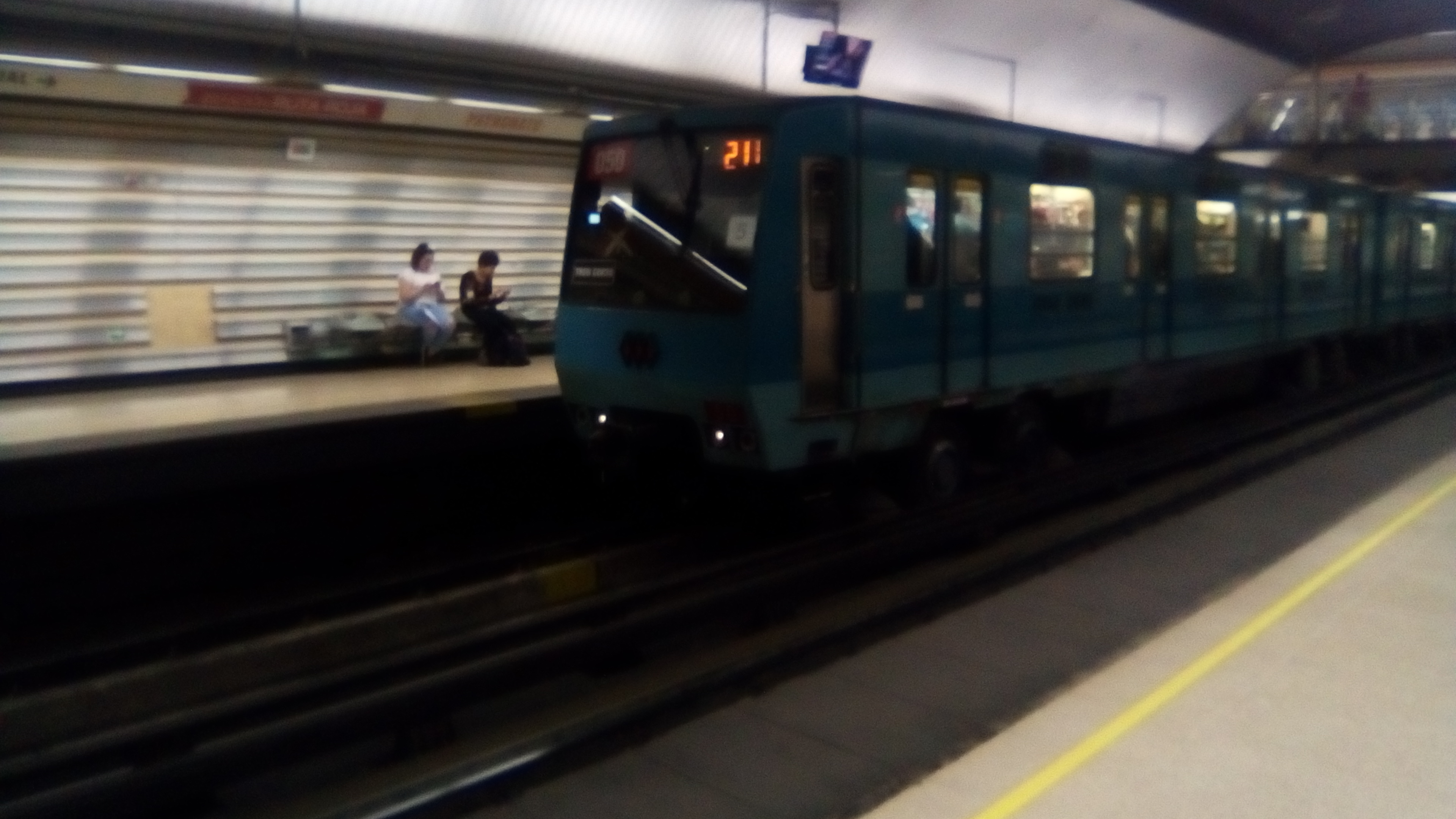
Tren NS-88 detenido en la estación.

## Conexión con Red Metropolitana de Movilidad
La estación posee 2 paraderos de la Red Metropolitana de Movilidad en sus alrededores, los cuales corresponden a:
| Paradero/ Código                 | Recorridos |
| -------------------------------- | --- |
| Parada / Metro Patronato (PB161) | 116 (Huechuraba) - 203 (Av. Recoleta) - 203n (Huechuraba) - 208 (Huechuraba) - B03 (Metro Cerro Blanco) - B30n (Renca) - B31n (Quilicura) |
| Parada / Metro Patronato (PB317) | 203 (La Pintana) - 203n (La Pintana) - 208 (Centro) - B24 (Mapocho)                                                                       |